# Kumitz
Kumitz je naselje Statutarnega mesta Beljak na Koroškem v Avstriji.